# Čerťák
Il Čerťák è un complesso di trampolini situato a Harrachov, in Repubblica Ceca. Il maggiore è uno dei cinque trampolini per il volo con gli sci esistenti nel mondo, in disuso dal 2014.

## Storia
Inaugurato nel 1952 (complesso del trampolino normale) e nel 1979 (complesso del trampolino per il volo) l'impianto ha ospitato le gare dei Campionati mondiali di volo con gli sci nel 1983, nel 1992, nel 2002 e nel 2014, oltre a numerose tappe della Coppa del Mondo di combinata nordica e della Coppa del Mondo di salto con gli sci; è in disuso dal 2014.

## Caratteristiche
I due trampolini del complesso maggiore sono un HS205 (trampolino per il volo) e un HS142 (trampolino lungo); rispettivi primati di distanza appartengono al finlandese Matti Hautamäki e all'austriaco Thomas Morgenstern (214,5 m, rispettivamente nel 2002 e nel 2008) e al finlandese Janne Ahonen (145,5 m nel 2004); il primato ufficioso dal trampolino lungo, tuttavia, è stato stabilito dall'austriaco Martin Koch nel 2004 (151 m).
Il trampolino piccolo HS100 ha il punto K a 90 m; il primato di distanza, 102,5 m, è stato stabilito dal ceco Roman Koudelka nel 2006. Il complesso è attrezzato anche con salti minori K70 e K40.